# Schoenomyza breviventris
Schoenomyza breviventris är en tvåvingeart som beskrevs av Stein 1911. Schoenomyza breviventris ingår i släktet Schoenomyza och familjen husflugor.
Artens utbredningsområde är Peru. Inga underarter finns listade i Catalogue of Life.